# Pseudomyrmex squamifer
Pseudomyrmex squamifer är en myrart som först beskrevs av Carlo Emery 1890.  Pseudomyrmex squamifer ingår i släktet Pseudomyrmex och familjen myror. Inga underarter finns listade i Catalogue of Life.